# Xocavənd (Rayon)
Xocavənd ist ein Rayon im Südwesten Aserbaidschans. Die Hauptstadt des Bezirks ist die Stadt Xocavənd. Der Rayon stand teilweise unter Kontrolle der international nicht anerkannten Republik Arzach, die ihn in die Provinzen Hadrut und Martuni aufgeteilt hatte. 

## Geografie
Der Bezirk hat eine Fläche von 1458 km². Die Region liegt in der Region Bergkarabach im südlichen Teil des Karabachgebirges, zwischen 500 und 2725 Metern über dem Meeresspiegel.

## Geschichte
Der Bezirk wurde 1930 geschaffen und hatte zunächst nur die Ausdehnung des späteren Nordostteils. Er war in der Sowjetunion Teil der Autonomen Oblast Bergkarabach. Als diese sich 1991 für unabhängig erklärte, wurde der Bezirk Teil der daraus entstandenen Republik Arzach. Aserbaidschan wiederum legte die zwei im Süden des früheren Autonomiegebiets liegenden Bezirke zum Rayon Xocavənd zusammen. Nur ein kleiner Teil im Osten des Bezirks wurde nach dem bis 1994 andauernden Krieges von Aserbaidschan kontrolliert. 2009 hatte der Rayon nach aserbaidschanischen Angaben 41.500 Einwohner. Im Krieg um Bergkarabach 2020 konnte Aserbaidschan  weite Gebiete im Süden und Osten des Bezirks erobern.

## Wirtschaft
Die Region ist landwirtschaftlich geprägt. Es wird vor allem Wein und Getreide angebaut sowie Viehzucht betrieben.

## Kultur
Einen Kilometer südlich des Dorfes Asych befindet sich die Asych-Höhle. Im Dorf Zakirli befinden sich mehrere Baudenkmäler, darunter eine Kirche aus dem 12. Jahrhundert. Weitere Denkmäler im Bezirk sind:
- Kloster Amaras
- Kloster Gtitschawank
- Kloster Katarowank